# Mollisquama
Mollisquama is een geslacht van kraakbeenvissen uit de familie van de valse doornhaaien (Dalatiidae).

## Soort
- Mollisquama mississippiensis Grace, Doosey, Denton, Naylor, Bart & Maisey, 2019[1]
- Mollisquama parini Dolganov, 1984 – Vestzakdwerghaai